# Longèves
|  | Per a altres significats, vegeu «Longèves (Vendée)». |

Longèves és un municipi francès al departament de la Charanta Marítima i a la regió de Nova Aquitània. L'any 2007 tenia 720 habitants.

## Demografia

### Població
El 2007 la població de fet de Longèves era de 720 persones. Hi havia 266 famílies de les quals 42 eren unipersonals (21 homes vivint sols i 21 dones vivint soles), 80 parelles sense fills, 131 parelles amb fills i 13 famílies monoparentals amb fills.
La població ha evolucionat segons el següent gràfic:

### Habitatges
El 2007 hi havia 285 habitatges, 266 eren l'habitatge principal de la família, 11 eren segones residències i 8 estaven desocupats. 283 eren cases i 1 era un apartament. Dels 266 habitatges principals, 230 estaven ocupats pels seus propietaris, 34 estaven llogats i ocupats pels llogaters i 2 estaven cedits a títol gratuït; 6 tenien dues cambres, 35 en tenien tres, 100 en tenien quatre i 124 en tenien cinc o més. 231 habitatges disposaven pel capbaix d'una plaça de pàrquing. A 97 habitatges hi havia un automòbil i a 156 n'hi havia dos o més.

### Piràmide de població
La piràmide de població per edats i sexe el 2009 era:
| Homes | Edats   | Dones |
| ----- | ------- | ----- |
| 0     | 95 o +  | 0     |
| 4     | 90 a 94 | 4     |
| 0     | 85 a 89 | 8     |
| 4     | 80 a 84 | 0     |
| 0     | 75 a 79 | 8     |
| 12    | 70 a 74 | 4     |
| 16    | 65 a 69 | 12    |
| 16    | 60 a 64 | 20    |
| 12    | 55 a 59 | 12    |
| 16    | 50 a 54 | 16    |
| 36    | 45 a 49 | 24    |
| 8     | 40 a 44 | 12    |
| 12    | 35 a 39 | 12    |
| 28    | 30 a 34 | 32    |
| 20    | 25 a 29 | 16    |
| 12    | 20 a 24 | 8     |
| 28    | 15 a 19 | 20    |
| 8     | 10 a 14 | 20    |
| 16    | 5 a 9   | 24    |
| 24    | 0 a 4   | 16    |

## Economia
El 2007 la població en edat de treballar era de 460 persones, 366 eren actives i 94 eren inactives. De les 366 persones actives 344 estaven ocupades (184 homes i 160 dones) i 22 estaven aturades (8 homes i 14 dones). De les 94 persones inactives 25 estaven jubilades, 34 estaven estudiant i 35 estaven classificades com a «altres inactius».

### Ingressos
El 2009 a Longèves hi havia 276 unitats fiscals que integraven 729,5 persones, la mediana anual d'ingressos fiscals per persona era de 17.709 €.

### Activitats econòmiques
Dels 13 establiments que hi havia el 2007, 2 eren d'empreses de fabricació d'altres productes industrials, 3 d'empreses de construcció, 5 d'empreses de comerç i reparació d'automòbils, 1 d'una empresa financera i 2 d'empreses classificades com a «altres activitats de serveis».
L'únic servei als particulars que hi havia el 2009 era una perruqueria.
L'únic establiment comercial que hi havia el 2009 era una botiga de menys de 120 m².
L'any 2000 a Longèves hi havia 25 explotacions agrícoles que ocupaven un total de 1.176 hectàrees.

## Equipaments sanitaris i escolars
El 2009 hi havia una escola elemental.

## Poblacions properes
El següent diagrama mostra les poblacions més properes.